# Nuffield Organization
Nuffield Organisation était le nom de la personnalité morale parapluie ou promotionnelle utilisé pour les organismes de bienfaisance et les intérêts commerciaux du propriétaire et donateur, William Morris, 1er vicomte de Nuffield. Le nom a été repris à la suite du don de Nuffield à sa Fondation Nuffield en 1943, il a lié les intérêts de son entreprise à sa très généreuse philanthropie. Les mêmes entreprises avaient déjà été nommées Morris Organisations et ensuite Nuffield Organisation, une pierre angulaire de la structure Industrielle de Grande-Bretagne,

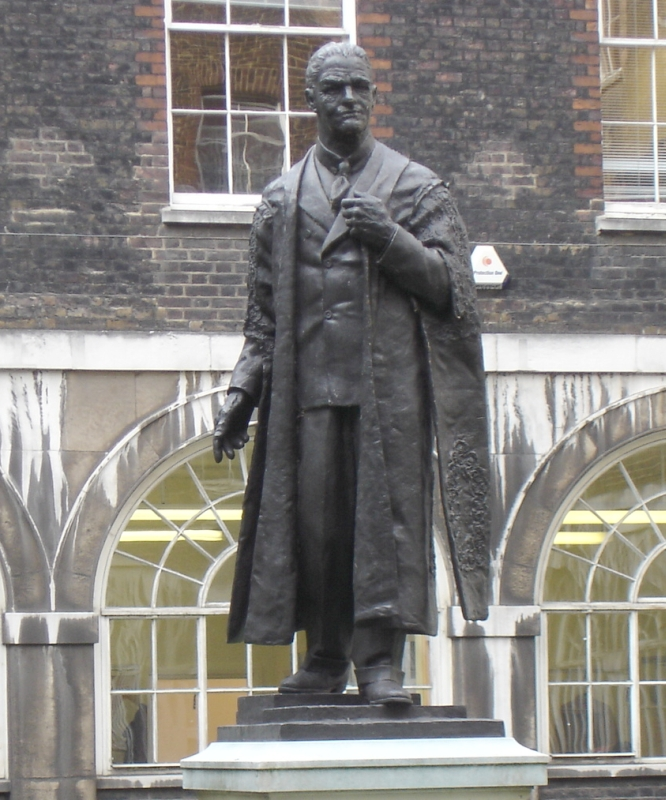
Le vicomte De Nuffield
Guy's Hospital, Londres.

## Membres productifs de la Nuffield Organisation

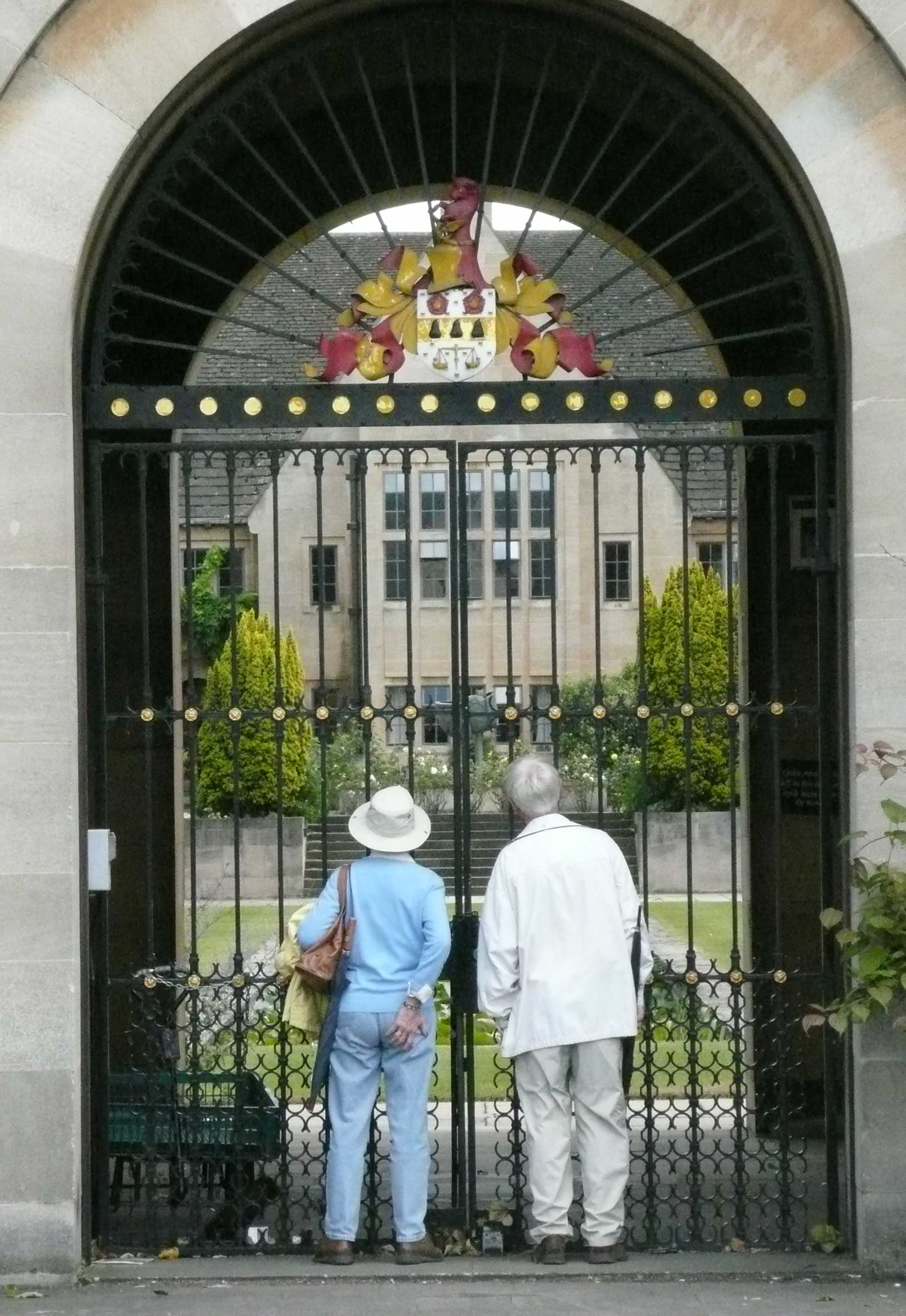
Nuffield College, Oxford
la porte ouest.

Les activités productives furent détenues par Morris Motors Limited et cette structure de l'entreprise semble avoir été conservée jusqu'à la formation de British Leyland en 1968.
En 1945, les principales activités productives étaient:
- Morris Motors Limited - Véhicules Morris, qui fut aussi le holding de la Nuffield Organisation pour:
- Wolseley Motors Limited - voitures Wolseley
- Riley (Coventry) Limited - voitures Riley
- The M. G. Car Company Limited - voitures MG
- Morris Commercial Cars Limited - produisant des camionnettes et des camions
- The S. U. Carburetter Company Limited

et incluaient :
- Nuffield Acceptances Limited - Organise les finances en relation avec les contrats de location-vente pour l'achat de véhicules automobiles
- Nuffield (Australia) Pty Limited
- Nuffield Exports Limited
- Nuffield Mechanizations Limited produit dec chars d'assaut pendant la guerre
- Nuffield Metal Products Limited
- Nuffield Tools and Gauges Limited - des équipements de production pour les autres entreprises
- The Nuffield Press Limited - publie des guides, des magazines propriétaires etc.

## Fusion de Morris et Austin
Un accord fut conclu entre Morris et Austin Motor Company en octobre 1948, élevant tout à la fusion sauf la structure financière. Les termes incluents la constante échange d'informations sur les méthodes de production, de recherche, de conception, d'achat et de presque tous les autres aspects de leur travail. Il envisage également la mise en commun des ressources d'usine. En juillet 1949 Morris et Austin annoncèrent la fin de leur programme, pas d'autres mesures ne seraient prises pour mettre en commun des ressources de production et aucune fusion n'est plus envisagée.
"Nuffield et Austin ont cassé les modalités de l'échange d'informations confidentielles en 1949, à la suite de la reprise d'anciennes hostilités entre leurs dirigeants et la décision du Labour Party de ne pas inclure l'industrie dans ses plans de nationalisations futures."
Leonard Lord, chef d'Austin, était chez Morris de 1923 à 1936, et les quatre dernières années comme chef de la direction. Ils s'étaient quittés en très mauvais termes.
Le correspondant automobile du Times a déclaré que les deux préoccupations sont fondamentalement différentes dans leur structure. La Nuffield Organisation sous le contrôle de Morris Motors fait: trois modèles Morris, avec Wolseley (deux), Riley (deux), MG (deux) ainsi que Morris Commercial trucks, Nuffield Universal tractors et des moteurs marins. Le bâtiment principal de l'usine était à Cowley, Oxford avec d'autres usines à Birmingham, Coventry et Abingdon. Les affaires Austin, Austin of England, était très concentrées à la fois dans son immense usine de Longbridge à Birmingham et dans ses produits: six modèles de voitures Austin, des camions Austin et des moteurs marins, ainsi que des véhicules électriques à batteries.
Les neuf différentes voitures fabriquées par Nuffield à l'aide de six moteurs et cinq (et demi) carrosseries dont les trois "spécialisées" étaient obsolètes, et les autres très proches, pour ne pas dire identiques.
|                     |
| Morris Six 2215 cm³ |

|                        |
| Morris Oxford 1476 cm³ |

|                      |
| Morris Minor 918 cm³ |

|                        |
| M.G. 1¼-litre 1250 cm³ |

|                      |
| M.G. Midget 1250 cm³ |

|                        |
| Wolseley 6/80 2215 cm³ |

|                        |
| Wolseley 4/50 1476 cm³ |

|                                                        |
| Laboratoires Nuffield de Radio Astronomie Jodrell Bank |

|                         |
| Riley 2½-litre 2443 cm³ |

|                         |
| Riley 1½-litre 1496 cm³ |

Les spécialistes MG et Riley devaient être les dernières de la ligne à châssis séparé — à l'exception de la MG Midget, de la MG TF et de la MGA, qui ont duré jusqu'à la monocoque MG MGB en 1962. Les plus grandes voitures Morris et Wolseley partageaient à l'identique une structure monocoque à l'arrière de leur compartiment moteur et presque toute la mécanique, la structure de la Minor étant une version plus petite de la même conception monocoque.[réf. nécessaire]
Cependant, le vendredi 23 novembre 1951, une déclaration conjointe annonça des plans de fusion. Les deux sociétés conservent leur identité et ne produiront pas les mêmes modèles. Quarante ans plus tard, la fusion fut reconnue avoir été une décision politique face à la concurrence Américaine et l'absence d'héritiers, que ce soit du côté de Morris ou d'Austin.

## La British Motor Corporation Limited
Morris Motors Limited a fusionné avec L'Austin Motor Company Limited pour devenir la British Motor Corporation Limited en 1952. Les deux groupes étaient très équilibrées, non seulement en termes financiers, chacun ayant produit et vendu l'année précédente un nombre quasiment identique de véhicules.
Par un accord entre les groupes Nuffield et Austin annoncé en novembre 1951, une nouvelle société a été constituée en février 1952 et nommée British Motor Corporation Limited. Le 29 février 1952, elle proposa d'échanger toutes les actions Morris Motors Limited contre des actions BMC.
Les porteurs d'actions Ordinaires Morris ou Austin reçurent le même nombre d'actions Ordinaires nouvelles BMC.

Les porteurs d'actions Privilégiées, en raison de quatre différentes catégories de capital d'Austin, reçurent diverses répartitions des nouveaux 5% d'actions préférentielles Cumulatives liées à leurs évaluations de marché.
Si l'offre BMC avait été acceptée dans son intégralité, le capital de BMC aurait été de £9,2 millions en actions Préférencielles et £4,8 millions en actions Ordinaires.
La date d'entrée en vigueur des échanges d'actions fut fixée au 31 mars 1952.
Le 10 avril 1952, il a été annoncé que des acceptations suffisantes avaient été reçues pour satisfaire les conditions de l'offre du 29 février.
La première publication de bilan de la BMC, au 31 juillet 1952 montra:
Actifs courants : £54,8 millions
Passifs courants £28,0 millions
Actif Net : £26,8 millions
Actifs fixes : £17,5 millions 

Capital émis et réserves £44,3 millions 

Le 8 septembre 1952, la British Motor Corporation annonça qu'elle comportat:
- Morris Motors Limited
- Morris Commercial Cars Limited
- Nuffield (Australia) Pty Limited
- Nuffield Exports Limited
- Nuffield Metal Products Limited
- Riley Motors Limited
- The M. G. Car Company Limited
- The S. U. Carburetter Company Limited
- Wolseley Motors Limited

ainsi que:
- The Austin Motor Company Limited
- Austin Motor Export Corporation Limited
- The Austin Finance Company Limited
- Vanden Plas (England) 1923 Limited
- The Austin Motor Company (Canada) Limited
- The Austin Motor Company Limited (Angleterre)
- The Austin Motor Company (Australie) Limited
- The Austin Motor Company (Afrique Du Sud) (Propriétaire) Limited
- The Austin Motor Company (Rhodésie) Limited

## Continuation des identités
La Nuffield Organisation et ses membres ont conservé leur identité individuelle jusqu'à la formation de British Leyland.